# Route nationale 1J (Roumanie)
La DN1J (en roumain : Drumul Național 1J) est une route nationale roumaine du județ de Cluj, desservant la commune de Gârbău en faisant la jonction entre la DN1, à hauteur de Căpușu Mare, à l'ouest, et la DN1F, à l'est.